# Frida Svensson (textilkonstnär)
Elfrida (Frida) Svensson, född 3 mars 1892 i Löderup, Kristianstads län, död där 9 december 1986, var en svensk damastvävare och mönsterritare.
Hon var dotter till lantbrukaren Sven Hansson och Anna Jönsson. Svensson lärde sig grunderna i vävning under sin uppväxt i hemmet och 1933 fick hon handledning i damastväveri av sin moster Karena Jönsson. Efter hand började hon komponera egna mönster där hon till en början hämtade inspiration från sin hembyggd. Hon ställde ut första gången på ett lantbruksmöte i Lund 1945 där hon visade vävda motiv med bland annat Löderups kyrka. Hon medverkade därefter i hemslöjdsutställningen på Liljevalchs konsthall 1948 och Skånsk nyttokonst i Landskrona 1952. Hennes vävnader består till stor del av motiv från Löderupstrakten. Svensson är representerad vid Malmö museum samt några svenska beskickningar i utlandet.  